# Abhaya
Abhaya (syng. අභය, pol. "Obrońca") – król Syngalezów na Sri Lance w latach 474-454 p.n.e., najstarszy syn i następca króla Panduvasdevy, wuj i sprzymierzeniec jego następcy Pandukabhaya.

## Życie

### Pochodzenie i rodzina
Abhaya był pierworodnym synem króla Syngalezów Panduvasdevy i jego tamilskiej małżonki Buddhakachchana. Przyszedł na świat w mieście Upatissa Nuwara, gdzie żył wraz z rodzeństwem. Szczególne więzy przyjaźni łączyły go z siostrą zwaną Ummadha Citta,  jak również później z jej synem Pandukabhayą. Stał w opozycji do reszty swoich braci na czele z księciem Tissą.

### Awantura o siostrę
Gdy jego słynąca za swego wdzięku i urody siostra  Ummadha Citta mimo odseparowania zaszła w ciążę z własnym kuzynem, księciem Digha Gamani (synem księcia Dighayu, brata wspólnej matki), Abhaya, stanął w jej obronie i nie pozwolił jej skrzywdzić, podczas gdy reszta młodszych braci  planowała zabić siostrę chcąc zmazać hańbę. On też wymógł na ojcu zezwolenie na ślub kochanków. Jednakże w ich ślubnym horoskopie nadworni astrolodzy wyczytali, że unicestwi swych wrogów, dlatego postanowili zgładzić noworodka, jeżeli będzie to syn. Księżniczka Citta urodziła faktycznie syna, którego nazwano Pandukabhaya. Aby ratować dziecko, zamieniła go na akurat nowo narodzoną dziewczynkę, własnego syna oddała zaś w ręce matki dziewczynki wraz z pokaźną sumą pieniędzy. Chłopiec wychowywał na południu wyspy, z dala od złowrogich wujów, gdzie wychowywał go bogaty bramin. Gdy Pandukabhaya dorósł, został dzielnym wojownikiem i dopełnił proroctwa walcząc przeciw ośmiu wrogim wujom gromadząc wokół siebie ludzi niezadowolonych z ich rządami.

### Panowanie
Abhaya, który po śmierci ojca  w roku 474 p.n.e. za aprobatą rodzeństwa zasiadł na tronie w Upatissa Nuwara, rządził tam przez 20 lat bez większych komplikacji, aczkolwiek jego władza była słaba i on tolerował samowładztwo braci w ich dzielnicach. Syngalezi, którzy nie stanowili wówczas jeszcze większości populacji wyspy, byli zasadniczo najeźdźcami i zachowywali się odpowiednio w stosunku do weddyjskich tubylców. Tamilów zaś, którzy z ich przyczyny zaczęli napływać na wyspę w roli siły roboczej i osadników, też nie traktowali jako równych sobie. Toteż rebelia wszczęta przez siostrzeńca rychło nabierała rozmachu. Podczas gdy próby pacyfikacji powstania oraz pojmania lub zgładzenia rebelianta podjęte przez braci nie powiodły się i Pandukabhaya w niedostępnych górach kontrolował własne terytorium, Abhaya  nie kwapił się nazbyt zdławić powstanie w zalążku, lecz słysząc o sukcesach siostrzeńca wysłał doń list z ofertą pokojową oferując podział władzy i stref wpływów na wyspie. Wieść o tym jednak dotarła do jego braci i Abhaya został zdetronizowany w 454 roku p.n.e., a jego miejsce zajął jego młodszy brat Tissa.

### Zaufany Pandukabhaya
Po wymuszonej abdykacji Abhaya i jego brat Girikhandasiva  otwarcie przeszli na stronę siostrzeńca. Razem z nim walczyli przez 17 lat aż do ostatecznego zwycięstwa przeciw wrogim braciom. Po zwycięstwie Abhaya odmówił powrotu na tron, tak że Pandukabhaya w 437 r.p.n.e. sam został koronowany na króla całej wyspy. W dowodzie zaufania nowy król mianował wuja zarządcą nowej stolicy pod jego nieobecność w randze "króla nocy" (syng. "Nagara-guttika"). W podeszłym wieku Abhaya padł ofiarą zamachu.